# Lepidotrigla calodactyla
Lepidotrigla calodactyla és una espècie de peix pertanyent a la família dels tríglids.

## Descripció
- Fa 18 cm de llargària màxima.[4][5]

## Hàbitat
És un peix marí, demersal i de clima tropical (19°S-32°S) que viu a la plataforma continental.

## Distribució geogràfica
Es troba al Pacífic occidental: és un endemisme de la costa occidental d'Austràlia.

## Costums
És bentònic.

## Observacions
És inofensiu per als humans.